# Dendropsophus sanborni
Dendropsophus sanborni és una espècie de granota que viu a l'Argentina, el Brasil, el Paraguai i l'Uruguai.